# Bombardement de Tanger (1844)
Pour les articles homonymes, voir Bombardement de Tanger.
Guerre franco-marocaine
Le bombardement de Tanger est une attaque navale lancée le 6 août 1844 par la France, contre la ville marocaine de Tanger, en réponse au soutien que porte Moulay Abderrahmane à l'émir Abdel Kader.

## Hommage
La rue de Tanger à Paris rappelle le souvenir de ce bombardement.